# Dordoña (departamento)
Dordoña (24; en francés: Dordogne, en occitano: Dordonha) es un departamento francés situado en el suroeste del país, perteneciente, desde el 1 de enero de 2016, a la nueva región de Nueva Aquitania.
Su capital es Périgueux (en occitano, Perigús). Heredera de la antigua provincia de Périgord, su gentilicio francés sigue siendo périgourdins.

## Historia
El departamento de Dordoña fue uno de los ochenta y tres creados el 4 de marzo de 1790, en aplicación de la ley del 22 de diciembre de 1789. Sus fronteras abarcan lo que anteriormente fue la provincia de Périgord, dentro de la antigua Guyena.

## Geografía
- Colinda con los departamentos de Charente (al noroeste), Charente Marítimo (al oeste), Gironda (al suroeste), Lot y Garona (al sur), Lot (al sureste), Corrèze (al este) y Alto Vienne (al nordeste).
- Dordoña está dividida en cuatro prefecturas: el Perigord blanco (Périgord blanc), el Perigord negro (Périgord noir), el Perigord púrpura (Périgord pourpre) y el Perigord verde (Périgord vert).
- El río Dordoña da el nombre al departamento, al que atraviesa de este a oeste. Otros ríos importantes del departamento son  el Vézère, el Isle, el Dronne, y el Auvézère.
- Su altura máxima es de 478 metros en los bosques de Viellecour y su altura mínima es de 16 metros, en el valle del Dordoña.

## Demografía
| 1801    | 1831    | 1841    | 1851    | 1856    | 1861    | 1866    |
| ------- | ------- | ------- | ------- | ------- | ------- | ------- |
| 409.475 | 482.750 | 490.263 | 505.789 | 504.651 | 504.687 | 502.673 |
| 1872    | 1876    | 1881    | 1886    | 1891    | 1896    | 1901    |
| 480.141 | 489.848 | 495.037 | 492.205 | 478.471 | 464.822 | 452.951 |
| 1906    | 1911    | 1921    | 1926    | 1931    | 1936    | 1946    |
| 447.052 | 437.432 | 396.742 | 392.489 | 383.720 | 386.963 | 387.643 |
| 1954    | 1962    | 1968    | 1975    | 1982    | 1990    | 1999    |
| 377.870 | 375.455 | 374.073 | 373.179 | 377.356 | 386.365 | 388.293 |

Las mayores ciudades del departamento son (datos del censo de 1999):
- Périgueux: 30.193 habitantes; 63.539 en la aglomeración.
- Bergerac: 26.053 habitantes; 58.991 en la aglomeración, se supera los límites del departamento.

## Economía
Existen algunas industrias de calzado, papel y madera. Sin embargo, se trata de un departamento rural volcado en la agricultura: cereales (trigo y maíz), frutas (peras, manzanas, nueces), patatas, hortalizas, vino (Bergerac), tabaco. Así mismo, es importante la ganadería bovina, ovina y aviar (foie-gras). El turismo tiene una importancia creciente.

## Cultura y turismo
Hubo más de 1000 castillos en Dordoña. Algunos de los "châteaux" más conocidos: Castillo de Hautefort, Castillo de Castelnaud-la-Chapelle, Castillo de Commarque, Castillo de Monbazillac, Castillo de Beynac, Castillo de l'Herm, Castillo de Bourdeilles, Castillo de Biron, Castillo des Milandes, Castillo de Montfort, Castillo de Puymartin y Castillo de Losse.
También características de la zona son las bastidas: un tipo particular de poblaciones construidas durante la Edad Media, con una finalidad defensiva y de explotación económica. Destacan: Monpazier, Villefranche-du-Périgord, Domme y Eymet.
De las 148 "Villas más bellas de Francia", 9 se encuentran en Dordoña, siendo uno de los departamentos con mayor concentración, sólo superado por Aveyron con 10.
- Belvès
- Beynac-et-Cazenac
- Domme
- Limeuil
- Monpazier
- La Roque-Gageac
- Saint-Amand-de-Coly
- Saint-Jean-de-Côle
- Saint-Léon-sur-Vézère

La cuenca del Vézère contiene una gran densidad de sitios prehistóricos declarados "Patrimonio de la Humanidad". Algunos yacimientos destacados son: el abrigo Pataud, La Micoque, los sitios de Laugerie-Haute y Laugerie-Basse, los abrigos de Le Moustier y el célebre de Cro-Magnon y las cuevas con pinturas rupestres paleolíticas: las famosas cuevas de Lascaux —y su réplica, Lascaux II— en Montignac, las cuevas de Combarelles y de Font-de-Gaume en Les Eyzies-de-Tayac-Sireuil y la de Rouffignac. En Les Eyzies se encuentra el Museo Nacional de Prehistoria que alberga una importante colección de industria lítica, fósiles pleistocenos y arte paleolítico.
Otros lugares de interés son las villas de Sarlat, con un centro medieval magníficamente conservado, Bergerac, Nontron, la ciudad medieval de Périgueux y sus ruinas galo-romanas, Bournat, la abadía benedictina de Brantôme (siglo XI) y Plaisance.
Dordoña también es famosa por su gastronomía: foie gras, trufas, vino...
Son muy populares los descensos en canoa por los ríos Dordoña y Vézère, anchos, poco profundos y de aguas tranquilas.
Aquí también se encuentra Plum Village (Español: Comunidad del Ciruelo, Vietnamita: Làng Mai, Francés: Village des Pruniers), centro de meditación budista fundado por el monje vietnamita Thích Nhất Hạnh, nominado por Martin Luther King en 1967 para el Premio Nobel de la Paz.